# Sylwia Lisewska
Sylwia Lisewska (n. 31 mai 1986, Suwałki, Republica Populară Polonă, Polonia) este o handbalistă poloneză care joacă pentru clubul românesc CSM Deva.Anterior, ea a evoluat pentru CS Minaur Baia Mare, CS Măgura Cisnădie și CS Dacia Mioveni 2012. Handbalista, care evoluează pe postul de intermediar stânga, este și componentă a echipei naționale a Poloniei.

## Palmares
- Cupa Cupelor:
  - Turul 3: 2008

- Cupa EHF:
  - Turul 3: 2004, 2014

- Cupa Challenge EHF:
  - Semifinalistă: 2016
  - Sfert-finalistă: 2013, 2017
  - Optimi: 2012

- Trofeul Carpați:
  -  Câștigătoare: 2017

- Superliga Poloniei:
  -  Medalie de bronz: 2017

- Cupa Poloniei:
  -  Finalistă: 2017

## Premii individuale
- Cea mai bună marcatoare din Superliga poloneză de handbal feminin: 2016/17 (217 goluri în 32 de meciuri)[11]; 2017/18 (240 de goluri în 31 de meciuri)[12]
- A doua cea mai bună marcatoare din Superliga poloneză de handbal feminin: 2015/16 (169 goluri în 28 de meciuri)[13];
- Cel mai bun intermediar stânga din Superliga poloneză de handbal feminin, conform Sportowe Fakty[14] și Polsat Sport[15]: 2015/16
- Cel mai bun intermediar stânga din Superliga poloneză de handbal feminin, conform Przegląd Sportowy[16]: 2016/17

## Statistică goluri și pase de gol
Conform Federației Europene de Handbal și Federației Internaționale de Handbal:
| Sezon               | Echipă | Goluri |
| ------------------- | ------ | ------ |
|                     |        |        |
| 2018-19             |        |        |
| CS Minaur Baia Mare | 129    |        |
|                     |        |        |
| 2019-20             |        |        |
| CS Minaur Baia Mare | 82     |        |
|                     |        |        |
| 2020-21             |        |        |
| CS Măgura Cisnădie  | 68     |        |

| Sezon                 | Echipă | Goluri |
| --------------------- | ------ | ------ |
|                       |        |        |
| 2018-19               |        |        |
| CS Minaur Baia Mare   | 5      |        |
|                       |        |        |
| 2019-20               |        |        |
| CS Minaur Baia Mare   | 3      |        |
|                       |        |        |
| 2020-21               |        |        |
| CS Dacia Mioveni 2012 | 7      |        |
|                       |        |        |
| 2021-22               |        |        |
| CS Dacia Mioveni 2012 | 5      |        |

| Ediția      | Echipă | Goluri | Pase de gol |
| ----------- | ------ | ------ | ----------- |
|             |        |        |             |
| Franța 2018 |        |        |             |
| Polonia     | 1      | 1      |             |

| Ediția        | Echipă | Goluri | Pase de gol |
| ------------- | ------ | ------ | ----------- |
|               |        |        |             |
| Germania 2017 |        |        |             |
| Polonia       | 8      | 7      |             |

| Sezon          | Echipă | Goluri |
| -------------- | ------ | ------ |
|                |        |        |
| 2007-08        |        |        |
| MKS Piotrcovia | -      |        |

| Sezon                               | Echipă | Goluri |
| ----------------------------------- | ------ | ------ |
|                                     |        |        |
| 2003-04                             |        |        |
| MKS Piotrcovia                      | 1      |        |
|                                     |        |        |
| 2013-14                             |        |        |
| Firmus AZS Politechnika Koszalinska | 1      |        |
|                                     |        |        |
| 2017-18                             |        |        |
| Kram Start Elbląg                   | 13     |        |

| Sezon                     | Echipă | Goluri |
| ------------------------- | ------ | ------ |
|                           |        |        |
| 2011-12                   |        |        |
| AZS Politechnika Koszalin | -      |        |
|                           |        |        |
| 2012-13                   |        |        |
| AZS Politechnika Koszalin | 4      |        |
|                           |        |        |
| 2015-16                   |        |        |
| EKS Start Elbląg          | 21     |        |
|                           |        |        |
| 2016-17                   |        |        |
| Kram Start Elbląg         | 22     |        |